# Farfalla
La farfalla è un insetto che, come le falene, appartiene all'ordine dei lepidotteri.

## Etimologia
La parola "farfalla", di etimo incerto, sembrerebbe derivare da parpaglia o parpaglione, a sua volta dal latino papilionem, probabilmente riconducibile alla radice indoeuropea spar- o sfar- che significa "scuoto" o "vibro", in riferimento al movimento delle ali della farfalla.

## Descrizione
Come in tutti gli insetti, il corpo è diviso in tre sezioni: testa, torace e addome. Il torace è composto da tre segmenti, ciascuno con un paio di zampe. Nella maggior parte delle famiglie di farfalle le antenne sono claviformi, a differenza di quelle delle falene che possono essere filiformi o piumose. La lunga proboscide può essere arrotolata quando non viene utilizzata per sorseggiare il nettare dai fiori.

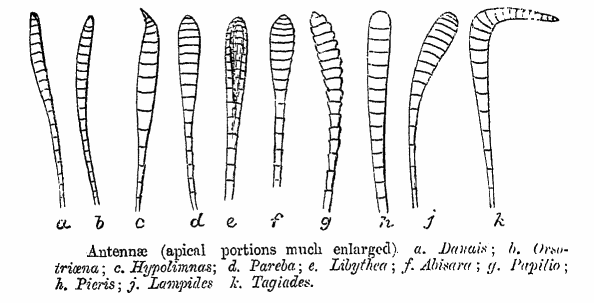
Forme delle antenne delle farfalle, principalmente clavate, a differenza di quelle delle falene. Disegnato da C. T. Bingham, 1905.
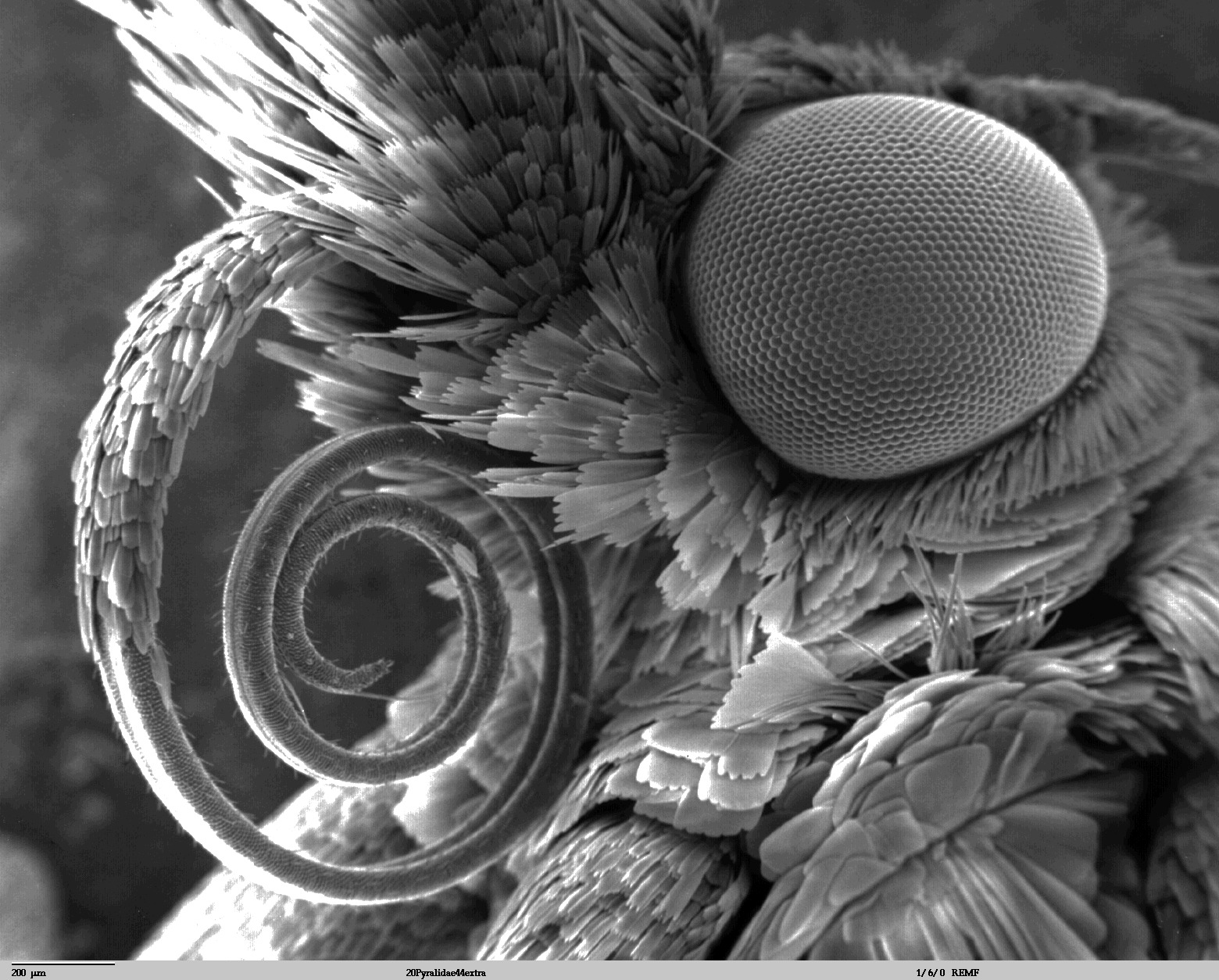
Vista al microscopio della proboscide di una farfalla in posizione arrotolata.
Morfologia interna di un lepidottero

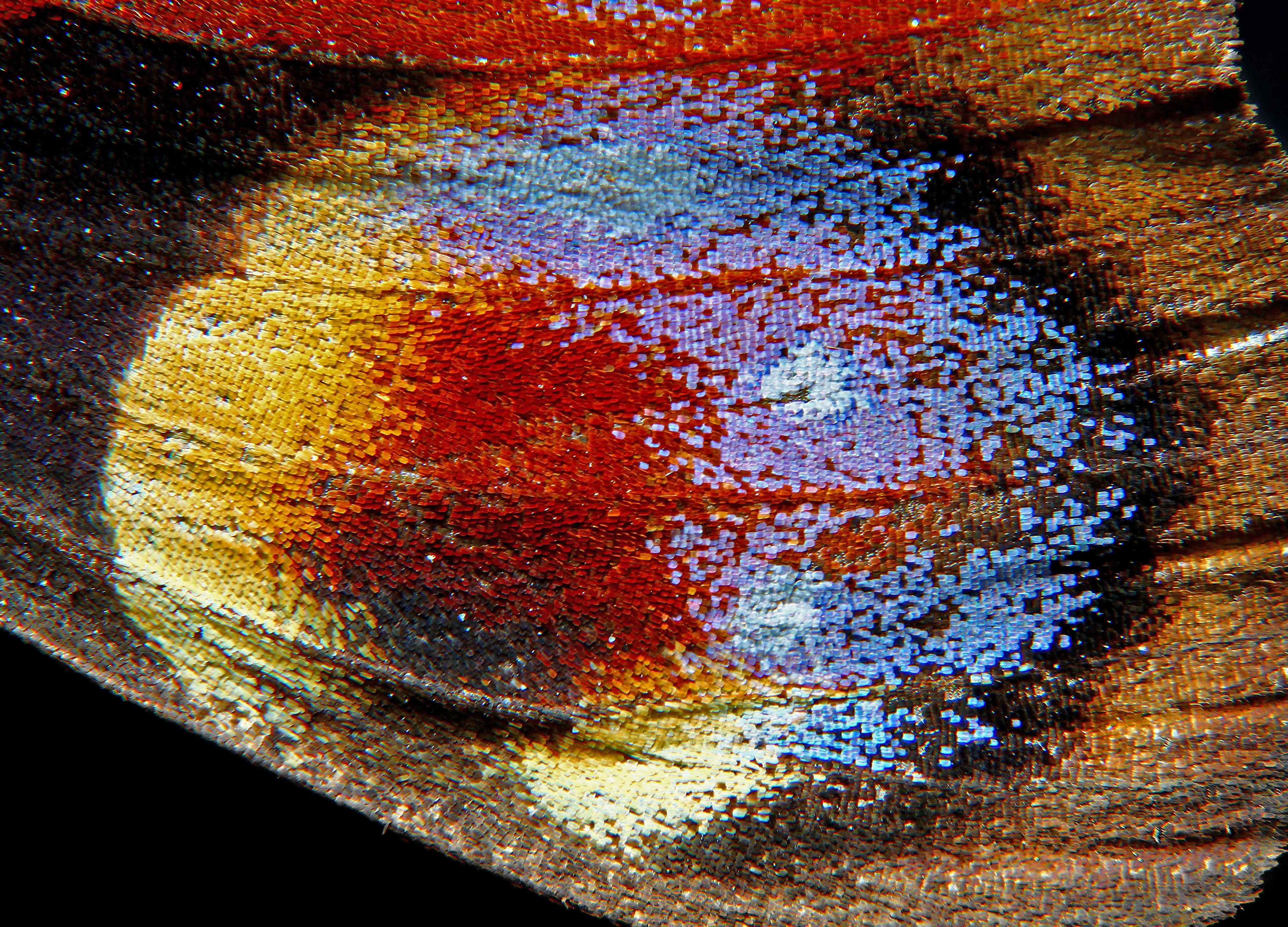
Squame colorate sull'ala di una farfalla (Aglais io).

Gli adulti delle farfalle sono caratterizzati da quattro ali ricoperte di squame, che danno ai lepidotteri il loro nome (dal greco antico λεπίς lepís, squama + πτερόν pterón, ala). Queste squame danno alle ali delle farfalle la loro colorazione, che per alcuni colori è associato ai particolari pigmenti presenti sulle squame (melanina per il nero e il marrone, derivati dell'acido urico e flavoni per il giallo), mentre i colori blu, verde, rosso e l'iridescenza sono creati dalla colorazione strutturale prodotta dalle microstrutture delle squame e dei peli.
Le larve delle farfalle, chiamate "bruchi", hanno una testa dura (sclerotizzata) con forti mandibole usate per tagliare il cibo, tipicamente foglie. Hanno corpi cilindrici, con dieci segmenti nell'addome, generalmente con corte pseudozampe sui segmenti 3-6 e 10; le tre paia di vere zampe sul torace hanno cinque segmenti ciascuna.[20] Molte sono ben mimetizzate; altre sono aposematiche con colori vivaci e proiezioni setolose contenenti sostanze chimiche tossiche ottenute dalle loro piante alimentari.
Molte farfalle sono sessualmente dimorfiche. La maggior parte delle farfalle ha il sistema di determinazione del sesso ZW in cui le femmine sono il sesso eterogametico (ZW) e i maschi omogametici (ZZ).

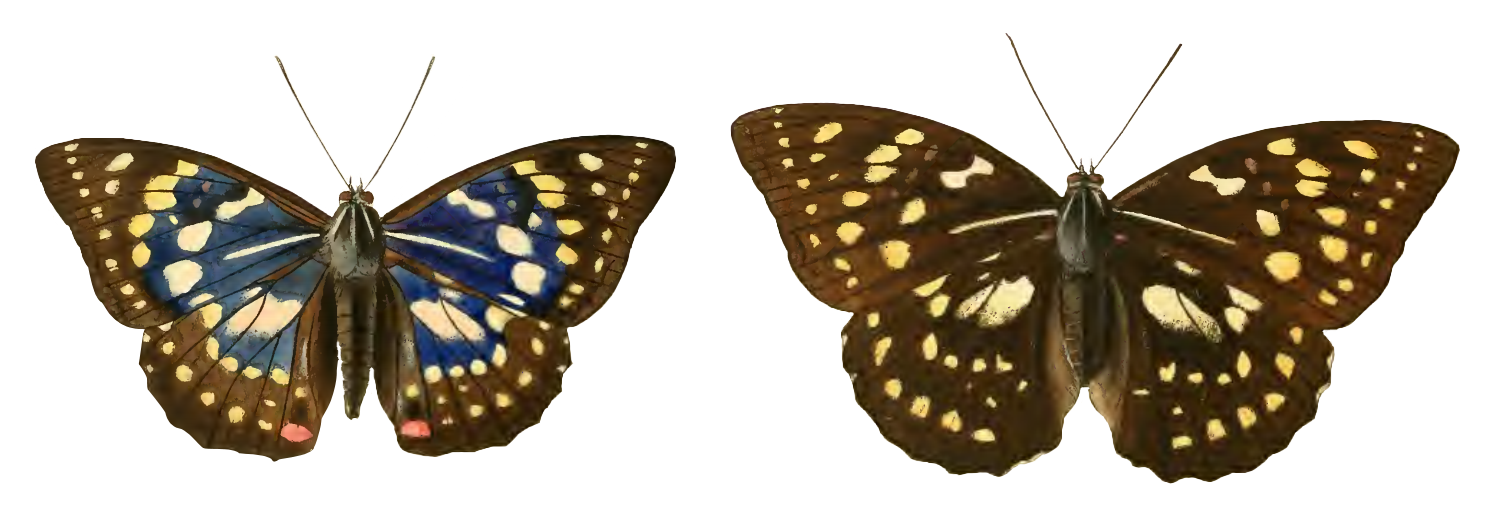
Esempio di dimorfismo sessuale nelle farfalle: maschio e femmina di Sasakia charonda.

## Distinzione tra farfalle e falene
La distinzione tra farfalle e falene non risponde a una classificazione scientifica tassonomica, ma deriva dall'uso comune. In base a tale distinzione "popolare", alcuni autori del passato hanno proposto una distinzione tra ropaloceri (Rhopalocera, ossia le farfalle), che nella classificazione moderna corrispondono alla superfamiglia Papilionoidea, ed eteroceri (Heterocera, le falene). 
In base a questa distinzione, non scientifica, si possono osservare le seguenti differenze tra farfalle e falene: le farfalle hanno abitudini generalmente diurne, colori vivaci, antenne clavate, e ali chiuse a libro in posizione di riposo, mentre le falene generalmente hanno abitudini notturne, colori spenti, antenne a pettine o filiformi e ali aperte o a tetto in posizione di riposo.
La pupa o crisalide delle farfalle, a differenza di quella delle falene, non è mai avvolta in un bozzolo.
Questa distinzione di comodo, al pari di quella tra macrolepidotteri e microlepidotteri, pur non essendo più ritenuta valida, viene talvolta ancora utilizzata dagli entomologi per ragioni pratiche, dato che corrisponde a differenze nei metodi di studio dei diversi gruppi.

Differenze anatomiche tra una farfalla (a sinistra) e una falena (a destra).

### Alimentazione

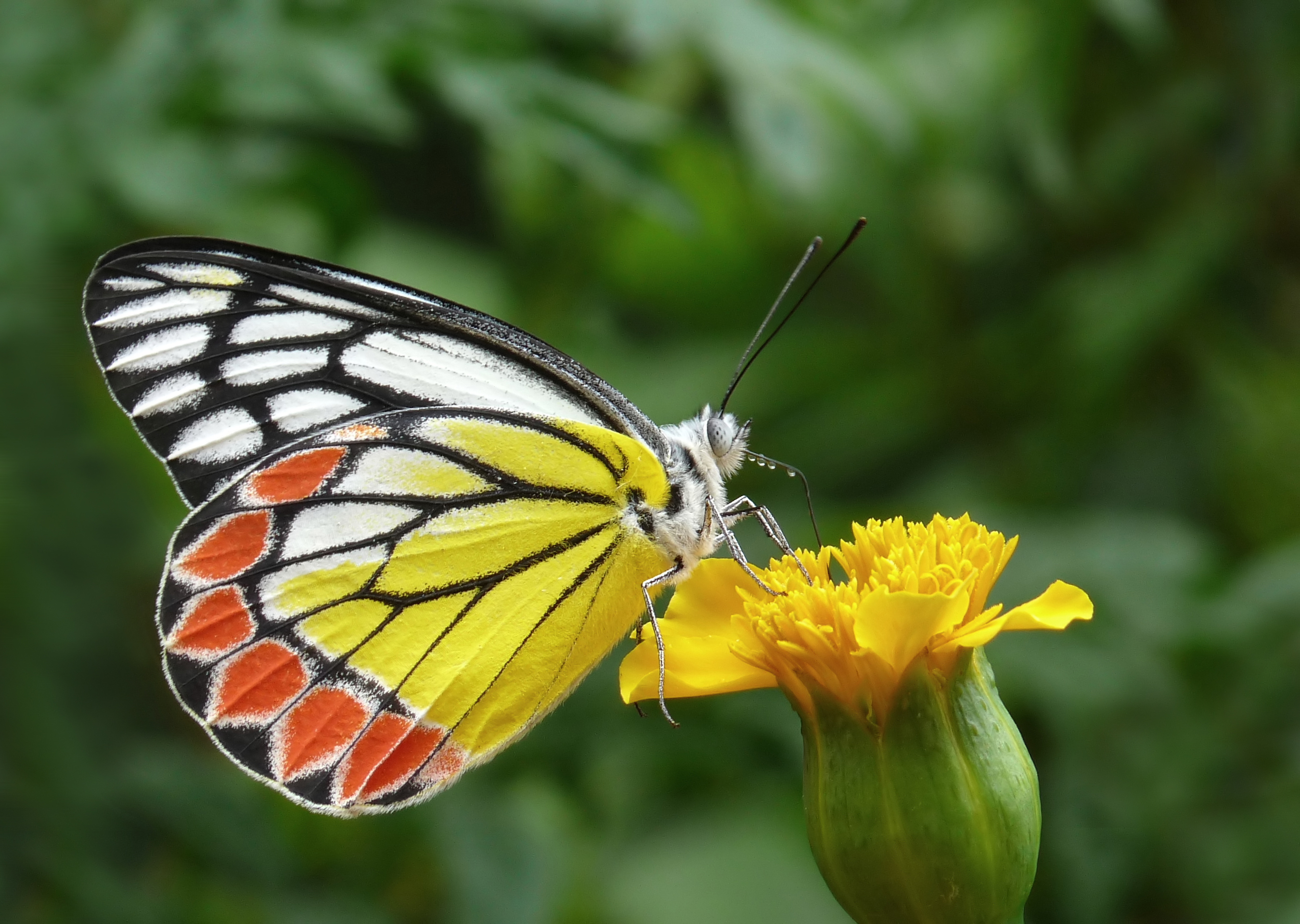
Delias eucharis mentre si ciba del nettare di un fiore (Asteraceae).

## Biologia

### Ciclo vitale
Sono quattro le principali fasi di un ciclo vitale di una farfalla: uovo, bruco, pupa (o crisalide) e adulto.
- Uovo: poco prima del momento della schiusa, l'uovo diventa scuro e il giovane bruco può essere visto muoversi al suo interno. Prima ritaglia una sorta di "coperchio" circolare nell'involucro rigido dell'uovo, quindi spinge il corpo fuori dell'uovo contorcendosi.
Questa è una delle fasi di maggiore vulnerabilità. Una volta uscito, il bruco generalmente mangia il guscio vuoto dell'uovo. Ciò gli fornisce l'alimentazione necessaria alla sopravvivenza fino al momento in cui sarà riuscito a individuare la sua pianta ospite.
- Bruco: il bruco sceglie uno stelo adatto e tesse un cuscinetto di seta, al quale attacca la coda. Quindi fissa una "cintura" dello stesso materiale, che fa passare attorno al centro del corpo e che rimane attaccata al supporto offerto dallo stelo. La cuticola del bruco si fende lungo il dorso e la pupa incomincia a emergere. Una serie di contorcimenti sospinge la cuticola del bruco verso la coda. Questa vecchia pelle viene abbandonata e una serie di uncini della coda viene fissata al cuscinetto sericeo. A questo punto la pupa assume la sua forma definitiva.
- Pupa o crisalide: poco prima dello sfarfallamento, il colore della farfalla adulta diventa vagamente visibile. L'involucro della pupa si fende e la farfalla comincia faticosamente a uscire.
Quando è completamente uscita, la farfalla emette dall'estremità dell'addome un liquido, detto "meconio", contenente i prodotti di rifiuto accumulati durante lo stadio pupale.
Dopo la schiusa, la farfalla rimane con le ali ripiegate e penzolanti e le espande pompando emolinfa nelle nervature alari. È importante che le ali dell'insetto si espandano abbastanza in fretta prima di indurirsi; in caso contrario, rimarrebbero deformate in modo permanente.
- Adulto: la farfalla completamente sviluppata ha un tipo di vita totalmente differente da quella del bruco: mentre questo si nutre di foglie per crescere, la farfalla passa il tempo a succhiare il nettare dei fiori e ad accoppiarsi.

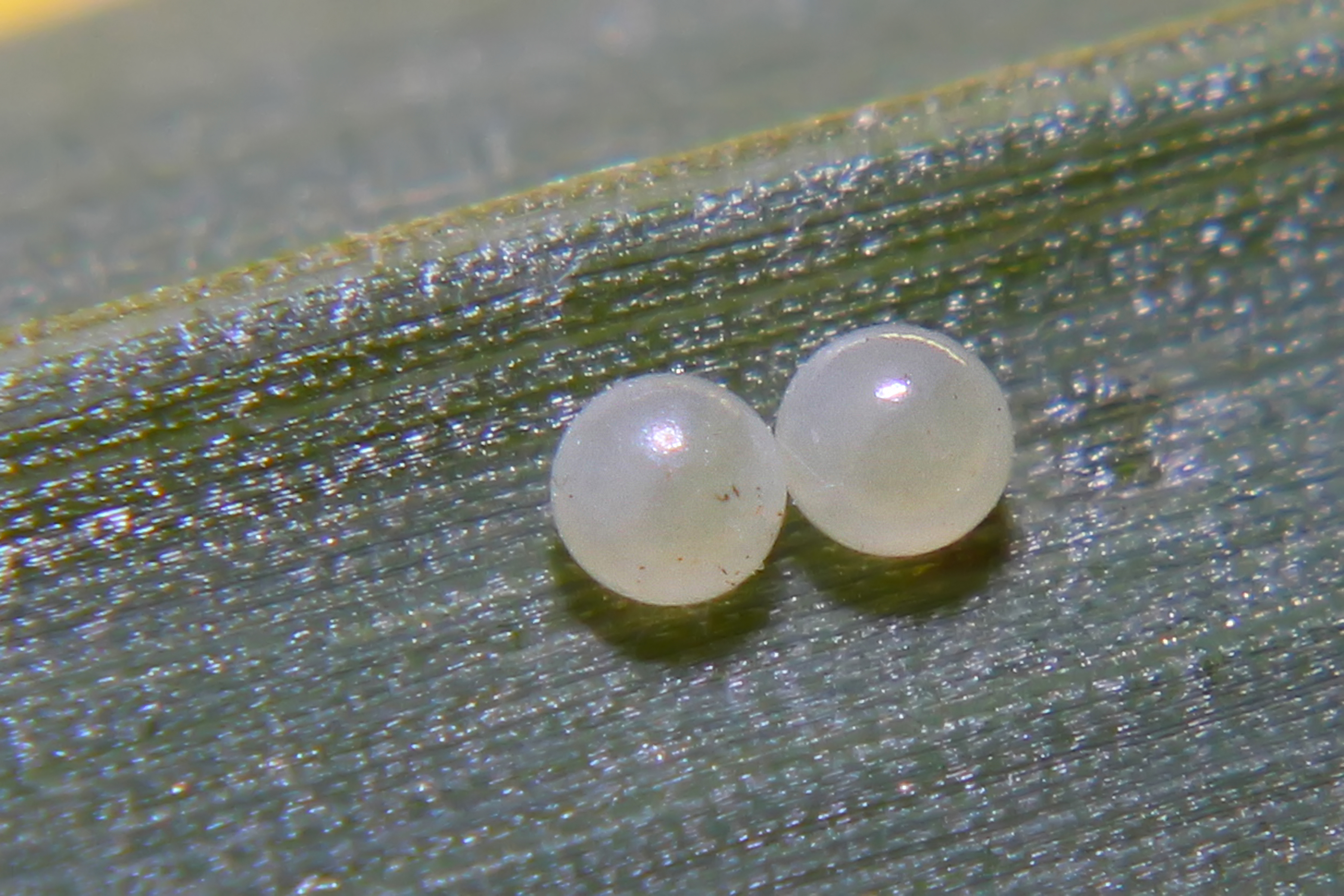
Uova di Melanitis leda
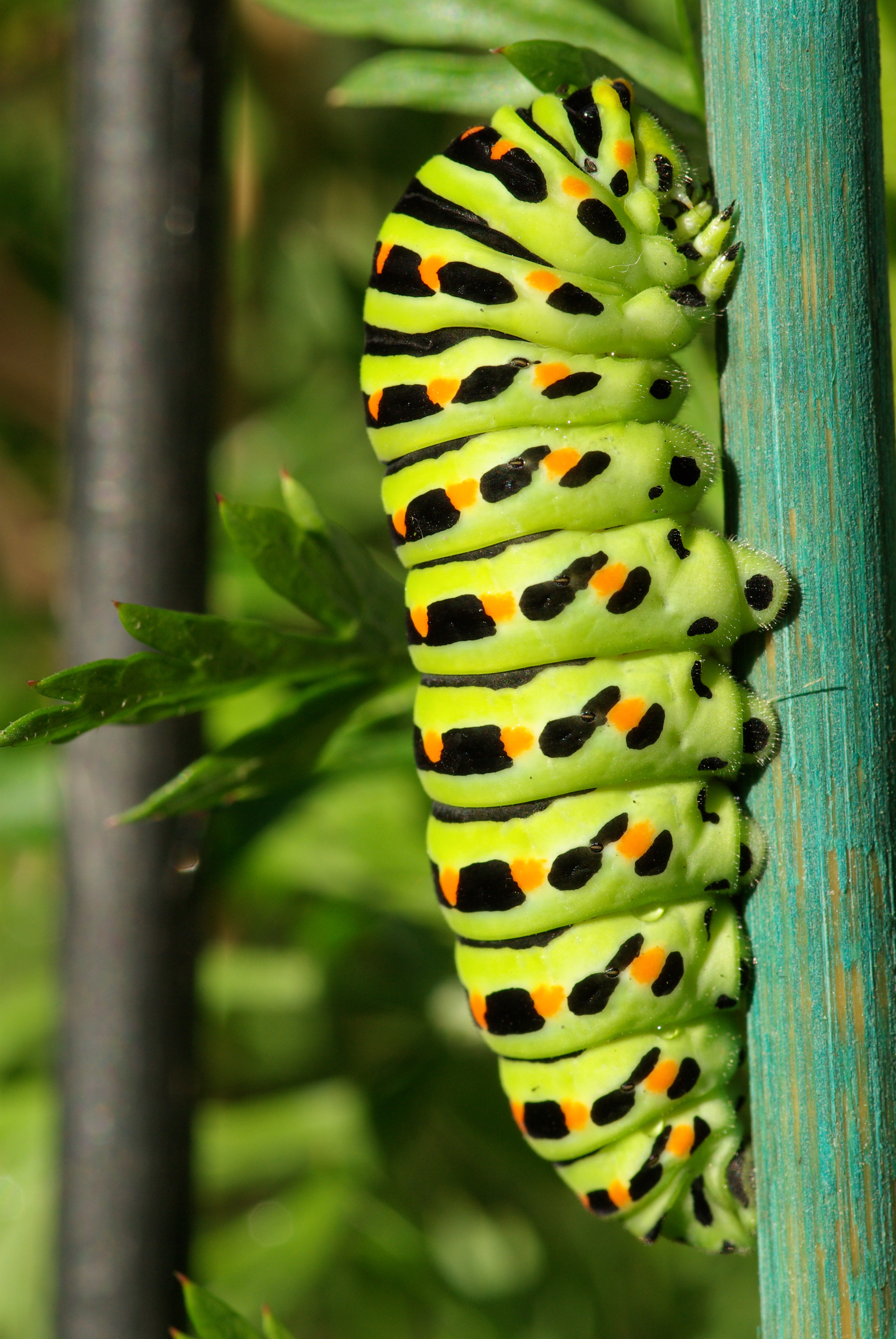
Bruco di Papilio machaon
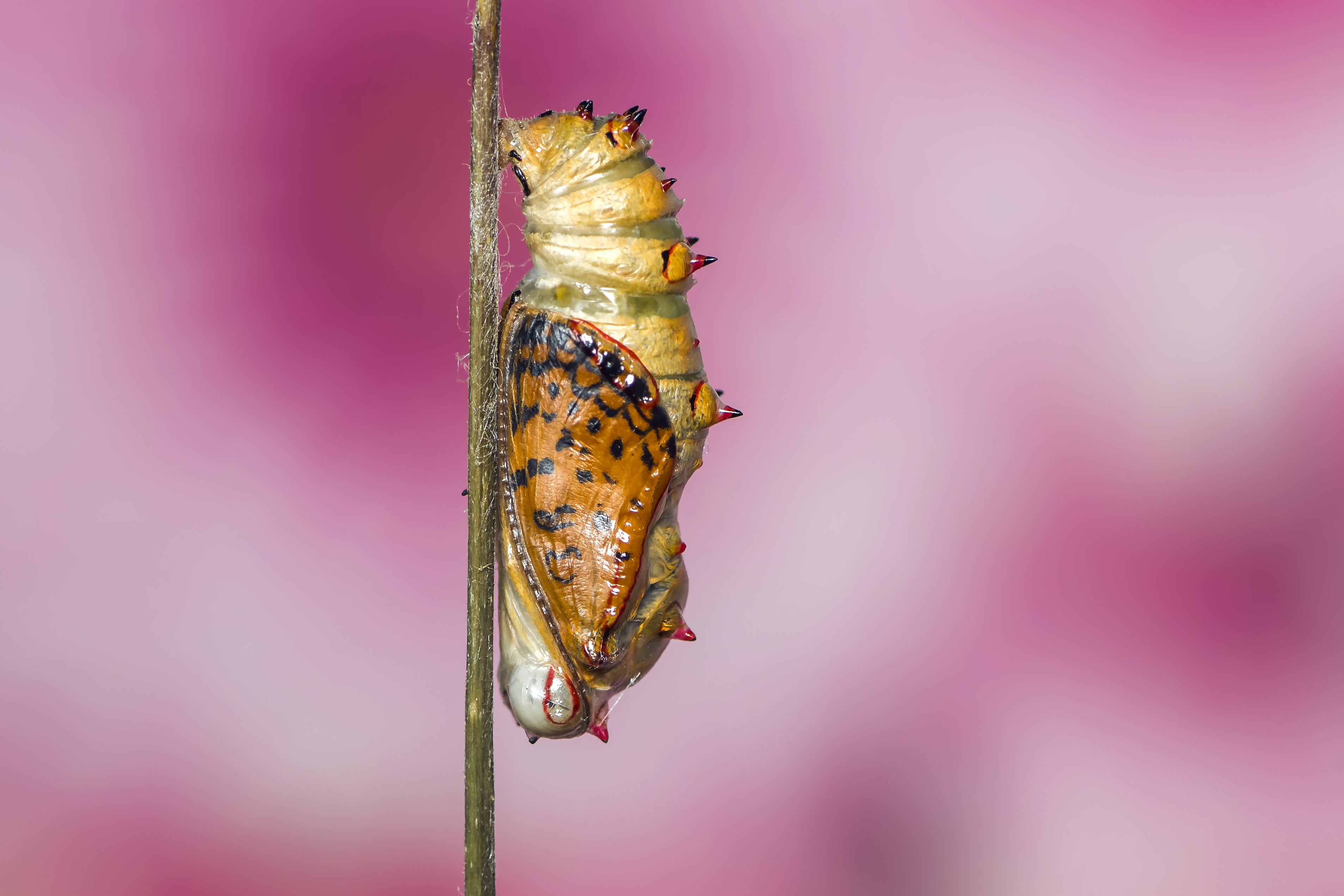
Pupa di Phalanta phalantha
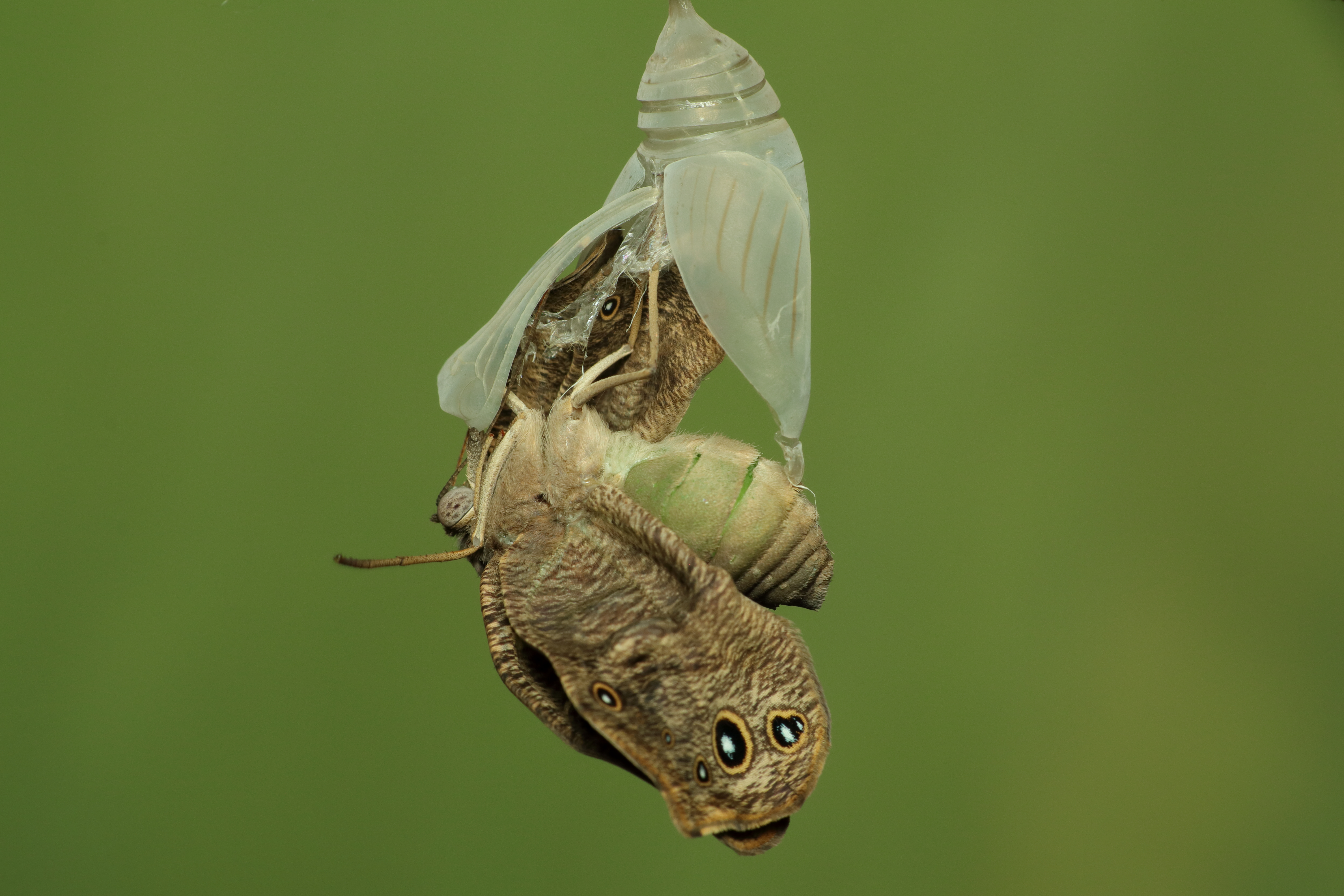
Sfarfallamento di Melanitis leda
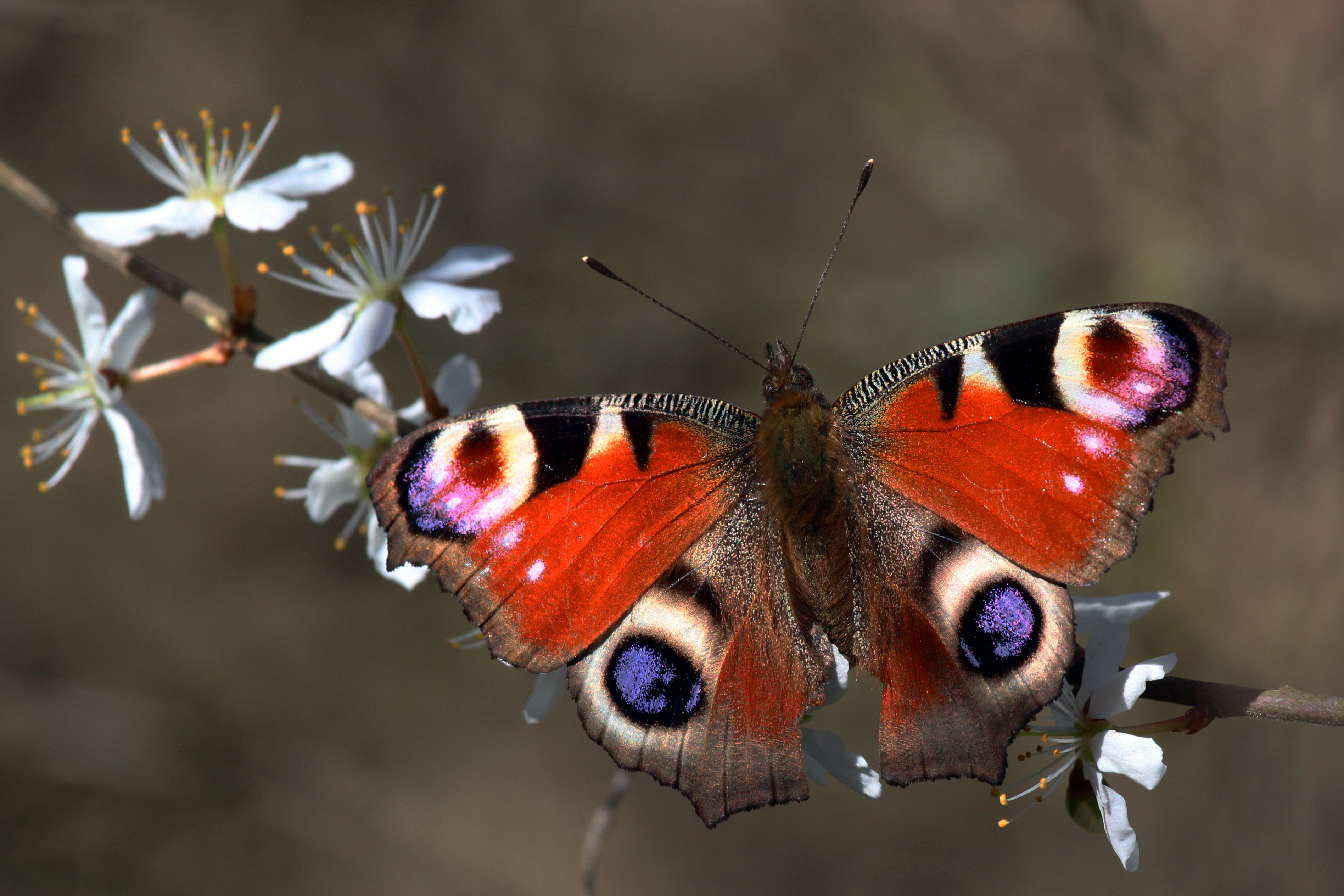
Adulto di Aglais io

La farfalla più grande esistente è la Ornithoptera alexandrae, o farfalla della regina Alessandra, che può raggiungere un'apertura alare di 31 cm, una lunghezza corporea di 8 cm e un peso fino a 12 grammi.
Le farfalle vivono in media un mese, ma alcune specie muoiono solo dopo poche ore, mentre altre sfiorano l'anno di vita. Le farfalle monarca, che vivono tra Canada, Stati Uniti e Messico, compiono migrazioni di migliaia di chilometri, possono vivere da due settimane a otto mesi. In Costa Rica ci sono farfalle che non vivono più di due giorni, mentre la Vanessa antiopa può arrivare a sfiorare l'anno di vita.
In Europa è in atto un declino numerico di specie e di individui di farfalle, causato soprattutto dall'inquinamento e dal consumo di suolo con conseguente perdita di habitat.

### Riproduzione

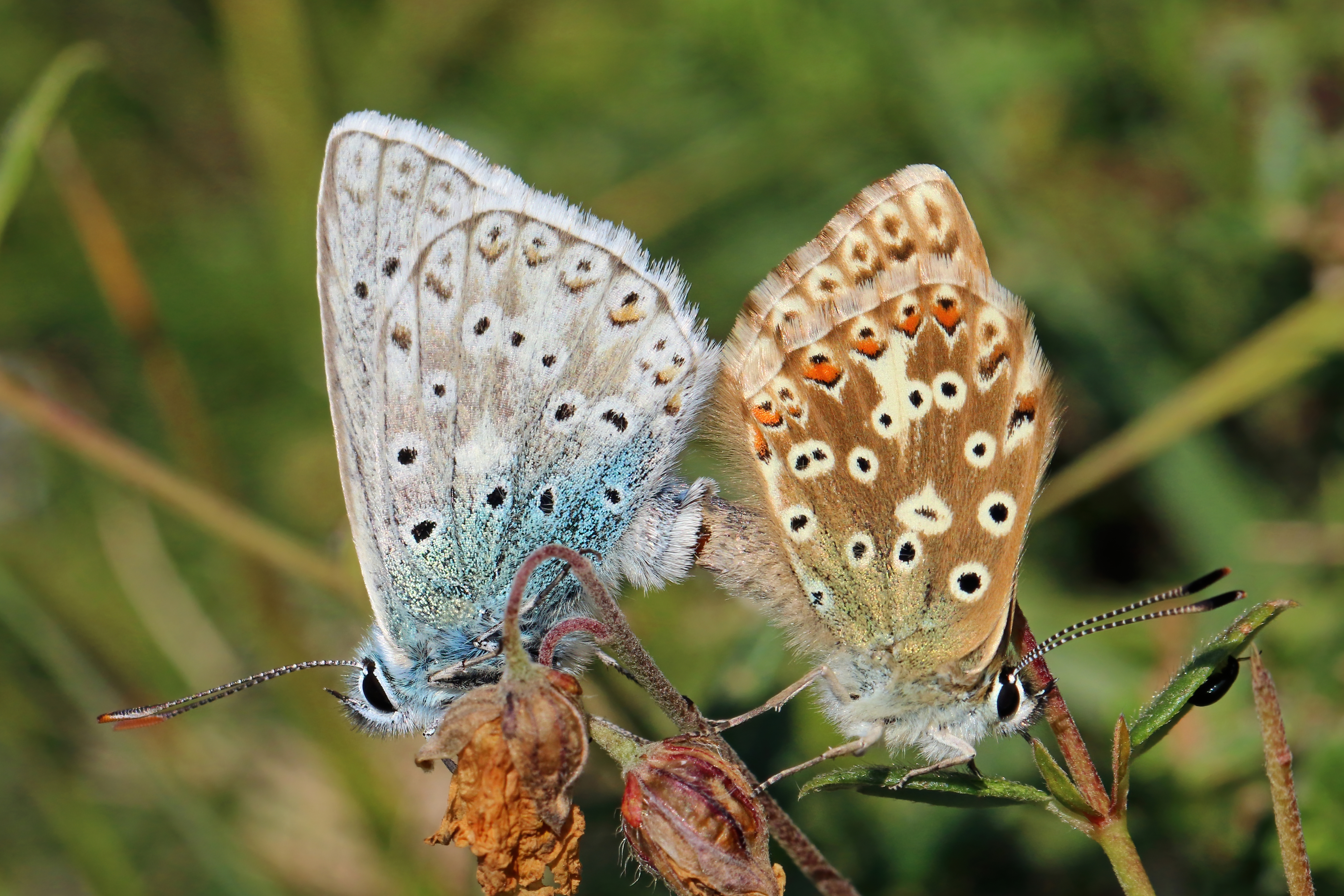
Polyommatus coridon in accoppiamento

## Distribuzione e habitat

### La valle delle farfalle
Nell'isola greca di Rodi si trova Petaloudes, la "valle delle farfalle", dove d'estate migliaia di farfalle si radunano e stazionano attratte dalla resina di un albero, il Liquidambar orientalis.

## Adattamento al cambiamento climatico
Le farfalle, essendo organismi ectotermi, sono particolarmente sensibili alle variazioni climatiche, che influenzano direttamente la loro fisiologia, comportamento e dinamiche di popolazione. Specie nel Regno Unito stanno rispondendo ai cambiamenti climatici spostando i propri areali verso nord o verso altitudini maggiori, dove le temperature sono più fresche. Tuttavia, non tutte le specie riescono ad adattarsi con la stessa velocità. Le farfalle specializzate, che dipendono da specifici habitat o risorse alimentari, sono maggiormente a rischio, mentre le specie generaliste, che possono vivere in una varietà di ambienti, mostrano una maggiore capacità di adattamento. Questo sottolinea l'importanza di strategie di conservazione differenziate per garantire la sopravvivenza delle specie più vulnerabili.
La fenologia delle farfalle, ossia il timing delle loro attività stagionali, è un altro aspetto profondamente influenzato dal riscaldamento globale. Un'anticipazione delle date di volo e della riproduzione in molte specie, un fenomeno che potrebbe causare disallineamenti tra la loro biologia e la disponibilità delle risorse. Ad esempio, se le piante ospiti o i fiori da cui si nutrono non seguono lo stesso ritmo di cambiamento, le farfalle potrebbero affrontare sfide significative per trovare nutrimento o siti di deposizione delle uova.
Per mitigare gli effetti del cambiamento climatico è essenziale la gestione attiva degli habitat. Il mantenimento e la creazione di corridoi ecologici sono fondamentali per consentire alle farfalle di migrare verso aree più adatte. Inoltre, interventi come la protezione degli habitat esistenti e l'adozione di pratiche agricole sostenibili possono favorire la resilienza delle popolazioni di farfalle. Questo approccio integrato, che combina mitigazione e adattamento, è essenziale per garantire che le farfalle, e la biodiversità in generale, possano continuare a svolgere il loro ruolo ecologico cruciale nonostante le rapide trasformazioni ambientali.

## Nella cultura, arte e religione

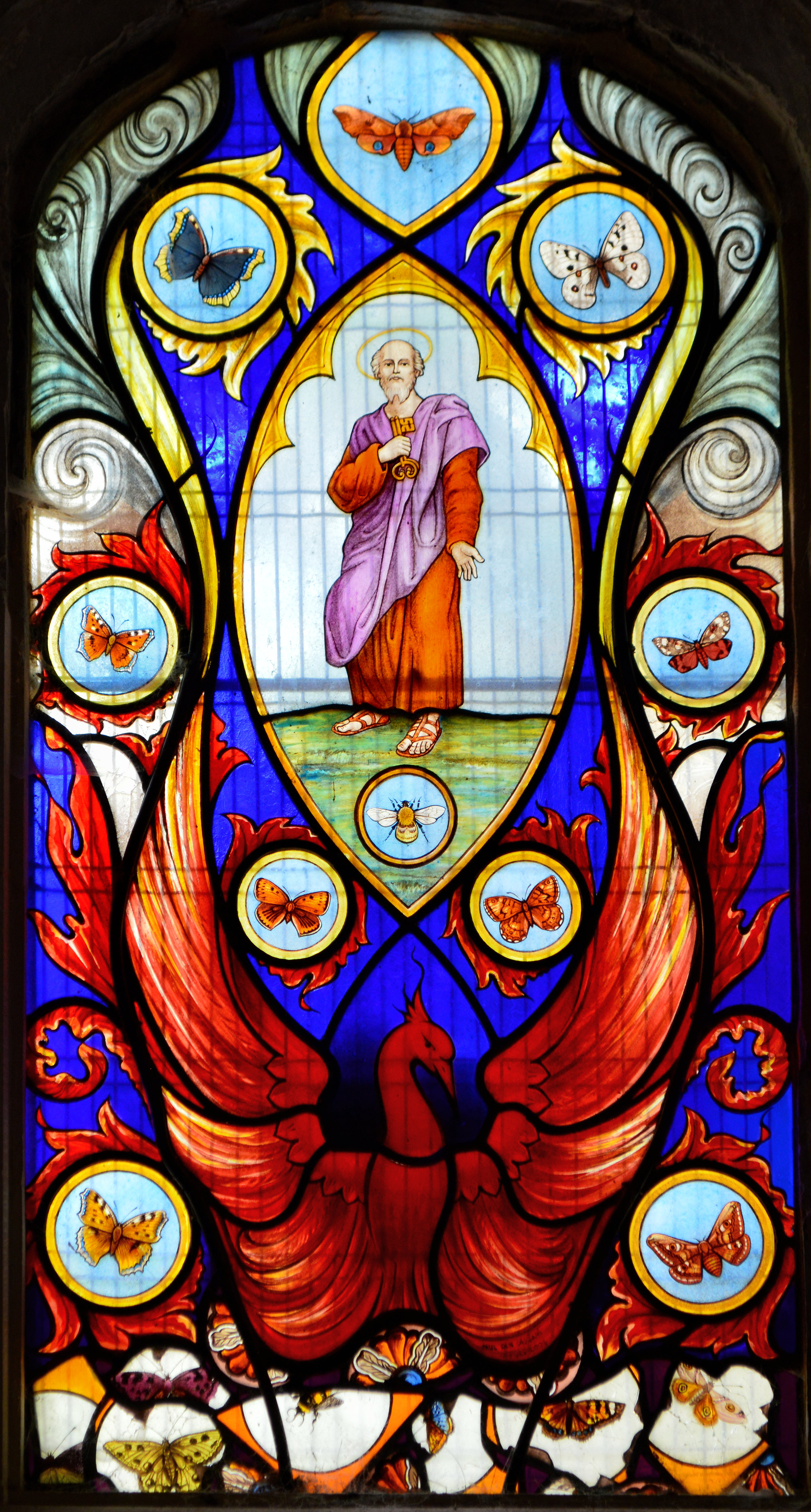
Farfalle raffigurate in una vetrata della chiesa di Santa Maria e San Pietro (Wilmington)

Già nelle credenze popolari del mondo greco-romano, la farfalla che esce dalla crisalide era un simbolo dell'anima immortale (ψυχή; psyché) che abbandona il corpo del defunto. Anche il dio sonno (Ipno) fu raffigurato con ali di farfalla vicino alla testa, poiché il sonno era creduto una periodica liberazione dell'anima dai vincoli terreni. I Padri della Chiesa misero in rilievo la simbologia della Resurrezione collegata alla farfalla, una simbologia che rimase poi nell'arte cristiana dal Medioevo in poi.